# Gye di Samhan
Gye (계왕?, 稽王?; fl. I secolo a.C.) è stato un sovrano coreano, re dal 33 al 17 a.C. della confederazione di Mahan.
Il suo nome personale era Jeong (정?, 貞?). Fu l'ultimo re di Mahan.